# Peter Gajdoš
Peter Gajdoš (* 9. dubna 1959, Nitra, Československo) je slovenský politik, voják z povolání, člen Národní rady Slovenské republiky a také Slovenské národní strany (SNS), zastávající od 23. března 2016 v třetí vládě sociálně-demokratického předsedy vlády Roberta Fica (SMER) úřad ministra obrany Slovenské republiky. Ve stejné funkci působil i ve vládě Petera Pellegriniho, 21. března 2020 ho nahradil Jaroslav Naď.

## Životopis
Peter Gajdoš vystudoval Vojenské gymnázium Slovenského národního povstání (SNP) ve slovenské Banské Bystrici, posléze Vysokou vojenskou školu pozemního vojska ve Vyškově a Vojenskou akademii Michaila Vasiljeviče Frunzeho (rusky Военная академия имени М. В. Фрунзе) v Moskvě.
Peter Gajdoš je vojákem z povolání s takřka 42letou zkušeností; v minulosti zastával mj. také po dobu čtyř let funkci osobního tajemníka a ředitele sekretariátu někdejšího slovenského ministra obrany Jána Siteka.

### Ministr obrany SR (2016–2020)
Do úřadu ministra obrany SR si jej jako nestraníka, platícího za rusofila, vybral samotný předseda Slovenské národní strany (SNS) Andrej Danko, který se s ním zná již z období druhé poloviny 90. let 20. století. Do Slovenské národní strany vstoupil Gajdoš, který do té doby vystupoval pouze jako nestranický ministr obrany SR za SNS, až v sobotu dne 9. prosince 2017.

### Osobní život
Jeho manželkou je Jelena, Ruska původem z Moskvy, se kterou se seznámil ještě za časů svých postgraduálních studií v Moskvě a se kterou má již dvě dospělé dcery, Patrícii a Nikolu.

## Vyznamenání
- Medaile Za zásluhy II. stupeň, 1992[9]